# Rondo Hatton
Rondo Hatton, född 22 april 1894, död 2 februari 1946, var en amerikansk skådespelare. Han är känd för sina roller i skräckfilmer och sitt säregna utseende, som var en följd av sjukdomen akromegali.
Han föddes i Hagerstown i Maryland men flyttade flera gånger under barndomen och hamnade slutligen i Tampa, Florida där han arbetade som journalist. Under highschool-tiden ska han ha blivit utsedd till klassen stiligaste men hans utseende förändrades i vuxen ålder till följd av akromegali. Det har senare hävdats att hans utseende var en följd av att ha utsatts för tysk senapsgas under första världskriget, men detta var påhittat av filmstudions PR-avdelning.
Hatton upptäcktes av regissören Henry King när Hatton som journalist skrev om inspelningen av filmen Hell Harbor. King gav Hatton en liten roll i filmen och så småningom flyttade han till Hollywood där han spelade småroller i filmer. Det kom dock att dröja till 1940-talet innan han fick större roller. I Sherlock Holmes-filmen Den ödesdigra pärlan (1944) spelade Hatton mördaren "The Creeper". Efter detta spelade han liknande roller med samma namn i Krossen från skräckhuset och The Brute Man (båda 1946) innan han dog av en hjärtattack 1946.
Sedan 2002 delas filmpriset Rondo Hatton Classic Horror Awards ut. Priset är en byst av Rondo Hatton.